# Zelotes uniformis
Zelotes uniformis är en spindelart som beskrevs av Cândido Firmino de Mello-Leitão 1941. 
Zelotes uniformis ingår i släktet Zelotes och familjen plattbuksspindlar. Inga underarter finns listade i Catalogue of Life.